# Hkakabo Razi
Hkakabo Razi (birmano: ခါ ကာ ဘို ရာဇီ, pronunciado [k ʰ àkàbò ɹàzì], chino simplificado: 开 加博 峰, chino tradicional: 开 加博 峰, pinyin: Kāijiābó Feng) es la montaña más alta de Birmania y de todo el sudeste de Asia. Está ubicada en el norte del estado de Kachin, en Birmania. Se eleva hasta los 5.895 metros y se encuentra en una subcordillera periférica del sistema montañoso del Himalaya. La montaña se encuentra en la frontera triple entre Birmania, China y la India.
El pico está ubicado dentro del Parque nacional de Khakaborazi. El parque es totalmente montañoso y se caracteriza por la presencia de bosques de frondosas perennes, en una zona templada subtropical de 2.438 a 2.743 metros. Por encima de 3.353 metros, la zona más alta del bosque es clima alpino, diferente en la historia y el origen. Aún más arriba, alrededor de 4.572 metros domina el frío, el terreno árido y el azote del viento y la nieve que mantienen glaciares permanentes. En torno a 5.334 metros, hay una capa de hielo grande con varios glaciares.
- Datos: Q870063
- Multimedia: Hkakabo Razi / Q870063